# Hard Rock Cafe
Hard Rock Cafe (укр. Хард Рок Кафе) — мережа тематичних ресторанів, заснована у 1971 році у Лондоні на Олд Парк Лейн американцями Айзеком Тайгреттом та Пітером Мортоном. На даний момент мережа налічує більше 200 кафе у більш ніж 50 країнах.

## Історія
Ідея створення кафе з'явилась після виходу альбому Morrison Hotel групи The Doors. Вони розмістили на задній частині обкладинки альбому фотографію невеликого бару під назвою Hard Rock Cafe у Лос-Анджелесі. Через рік представникам гурту подзвонили та попросили дати дозвіл на використання цієї назви для відкриття нового закладу у Лондоні. Мережа кафе почала розширюватися з 1982 року. У 1995 році Пітер Мортон побудував цілий гральний і розважальний комплекс у Лас-Вегасі Hard Rock Hotel and Casino. У березні 2007 року індіанське плем'я Семінолів у Флориді придбало бренд «Hard Rock Cafe International, Inc.» за 965 мільйонів доларів США.

## Ресторани
У основі меню — страви американської кухні.
Hard Rock Cafe відоме в першу чергу своєю колекцією предметів, які мають відношення до рок-музики та є предметами декору кафе у різних містах. Колекція була розпочата в 1979 році частим гостем лондонського Hard Rock Cafe — британським гітаристом Еріком Клептоном, який подарував свою гітару Fender Lead II, щоб її повісили над його улюбленим місцем і таким чином він мав пріоритет на цей столик. На даний момент колекція налічує понад 70 тисяч предметів, які були отримані мережею кафе як пожертви від музикантів або куплені на аукціонах. Серед них музичні інструменти, квитки на концерти, плакати та рідкісні фотографії. Це є найбільшою колекцією предметів пов'язаних з рок-музикою у світі.
Також популярним є магазин при кафе, у якому продаються речі з символікою Hard Rock Cafe, зокрема користуються попитом футболки з логотипом Hard Rock Cafe та назвою міста де цей заклад був відвіданий.

## Готелі та казино
Бренд налічує також велику кількість готелів по всьому світу та кілька казино у США.
2021 року Hard Rock придбав ліцензію The Ritz Club для роботи на ринку Лондона, після чого запланував відкриття свого першого казино в Британській столиці.